# Les Insulaires
Pour les articles homonymes, voir Islanders.
Les Insulaires (titre original : The Islanders) est un roman de science-fiction de Christopher Priest paru en 2011 au Royaume-Uni puis en 2013 en France. Il a obtenu le prix British Science Fiction du meilleur roman 2011 et le prix John-Wood-Campbell Memorial 2012.

## Résumé
Les Insulaires se déroule dans le même Archipel du Rêve que le roman de 1981 La Fontaine pétrifiante et que le recueil de nouvelles de 1999 L'Archipel du Rêve. Au contraire de ces deux ouvrages, il se présente comme un guide touristique de ces îles de fiction. Le guide touristique laisse par endroit la place à des récits contés par un narrateur incertain.

## Réception critique
D'après l'hebdomadaire américain Publishers Weekly :
« Le romancier britannique Priest (Le Prestige) crée un livre qui donne à réfléchir et porte à l'étonnement, déjà copieusement loué en Grande-Bretagne, qui prétend être un index géographique de l'Archipel du Rêve, d'innombrables îles parsemées autour d'un monde dont les anomalies spatiales et temporelles rendent un tel projet vain. Les descriptions dénuées de passion des diverses îles comportent des références bizarres à partir duquel il est possible de reconstruire une distribution de personnages : des artistes obsédés, des réformateurs sociaux, des chercheurs scientifiques et des amants passionnés. Certaines des catégories se recouvrent, et l'ensemble des acteurs est fragmenté d'une manière ahurissante, disparaissant parfois dans le décor ou au contraire venant à la vie en couleurs vives. Des fragments de récits personnels clarifient parfois ou rendent parfois plus obscur l'histoire ou les histoires. Les évènements troublants luttent pour échapper au contrôle annoncé du géographe objectif et à la prose élégante et froide de Priest. Le résultat est merveilleusement fascinant, bien que parfois frustrant, et complètement inoubliable. »

## Distinctions
- Prix British Science Fiction du meilleur roman 2011[2]
- Prix John-Wood-Campbell Memorial 2012 ex æquo avec The Highest Frontier de Joan Slonczewski[3]

## Éditions
- The Islanders, Gollancz, 22 septembre 2011, 339 p.  (ISBN 978-0-575-07004-2)
- Les Insulaires, Denoël, coll. « Lunes d'encre », 22 août 2013, trad. Michelle Charrier, 416 p.  (ISBN 978-2-207-11266-3)
- Les Insulaires, Gallimard, coll. « Folio SF » no 522, 27 août 2015, trad. Michelle Charrier, 464 p.  (ISBN 978-2-07-046564-4)